# Обозерский
Обозе́рский — рабочий посёлок в Плесецком районе Архангельской области. Административный центр Обозерского городского поселения.

## География
Посёлок Обозерский расположен в верховьях реки Ваймуга (бассейн Северной Двины), к востоку от озера Обозеро. Удалён от Архангельска на 133 км (по железной дороге).

## История
В 1896 году на месте современного посёлка в Яковлевской волости Холмогорского уезда начались первые лесоразработки. К 1910 году, после открытия движения по железнодорожной линии Вологда-Архангельск, на территории Обозерского лесного хозяйства было расположено четыре крупных лесничества: Озерское, Войско-Школьное, Шелековское и Северное опытное.
В 1918 году интервентам удалось захватить станцию Обозерская.
Указом Президиума ВС РСФСР от 12.09.1957 года населённый пункт Обозерская Яковлевского сельсовета отнесён к категории рабочих посёлков, с присвоением наименования Обозерский и преобразованием Яковлевского сельсовета в Обозерский поселковый совет.

## Население
| 1959  | 1970  | 1979  | 1989  | 2002  | 2009  | 2010  | 2011  | 2012  |
| ----- | ----- | ----- | ----- | ----- | ----- | ----- | ----- | ----- |
| 7174  | ↗7636 | ↘7457 | ↘5837 | ↘3725 | ↘3515 | ↗3620 | ↘3607 | ↘3583 |
| 2013  | 2014  | 2015  | 2016  | 2017  | 2018  | 2019  | 2020  | 2021  |
| ↘3497 | ↘3433 | ↘3368 | ↘3319 | ↘3260 | ↘3250 | ↘3145 | ↘3049 | ↗3438 |
| 2023  |       |       |       |       |       |       |       |       |
| ↘3326 |       |       |       |       |       |       |       |       |

## Экономика
Станция Обозерская Северной железной дороги — крупный узловой железнодорожный пункт, это градообразующее предприятие всего НП, 40000-й км электрификации железных дорог  в СССР, в честь чего на станции установлен памятник. В посёлке работает сотовая связь мобильных операторов «Теле2», «Билайн», «Мегафон» и МТС.
Градообразующее предприятие (до середины 1990-х годов) — Обозерский известковый завод, на котором производилась известь строительная, камень известковый, мука известняковая. Обозерский лесхоз (ОГУ) занимается охраной лесов и лесозаготовкой. Действует пункт технического обслуживания локомотивов (ПТОЛ) Северной и Октябрьской железных дорог.

## Достопримечательности
- Памятник «40 000 километр электрификации железных дорог России»
- Часовня во имя Тихвинской иконы Божией Матери

## Галерея

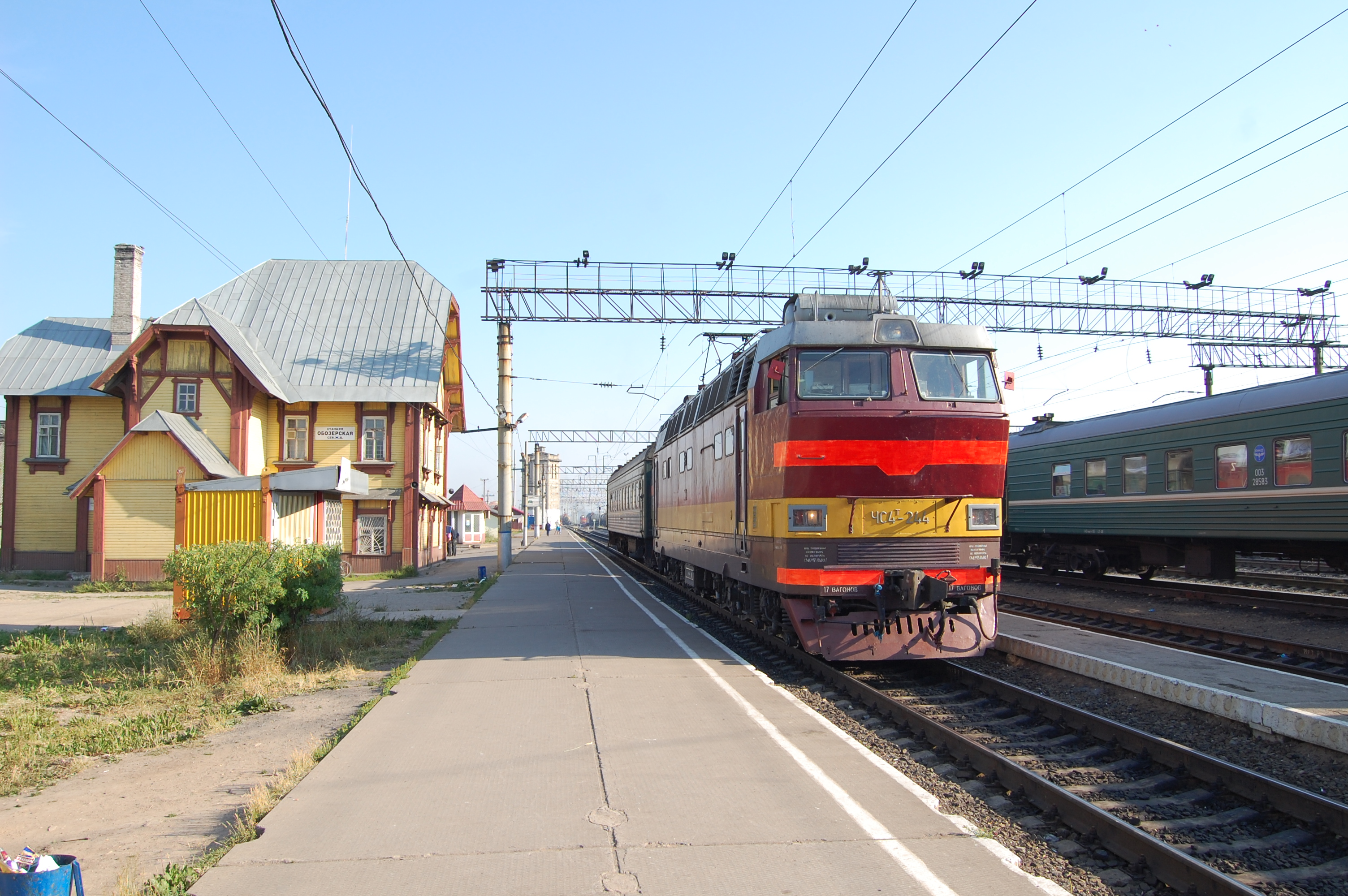
Станция Обозерская
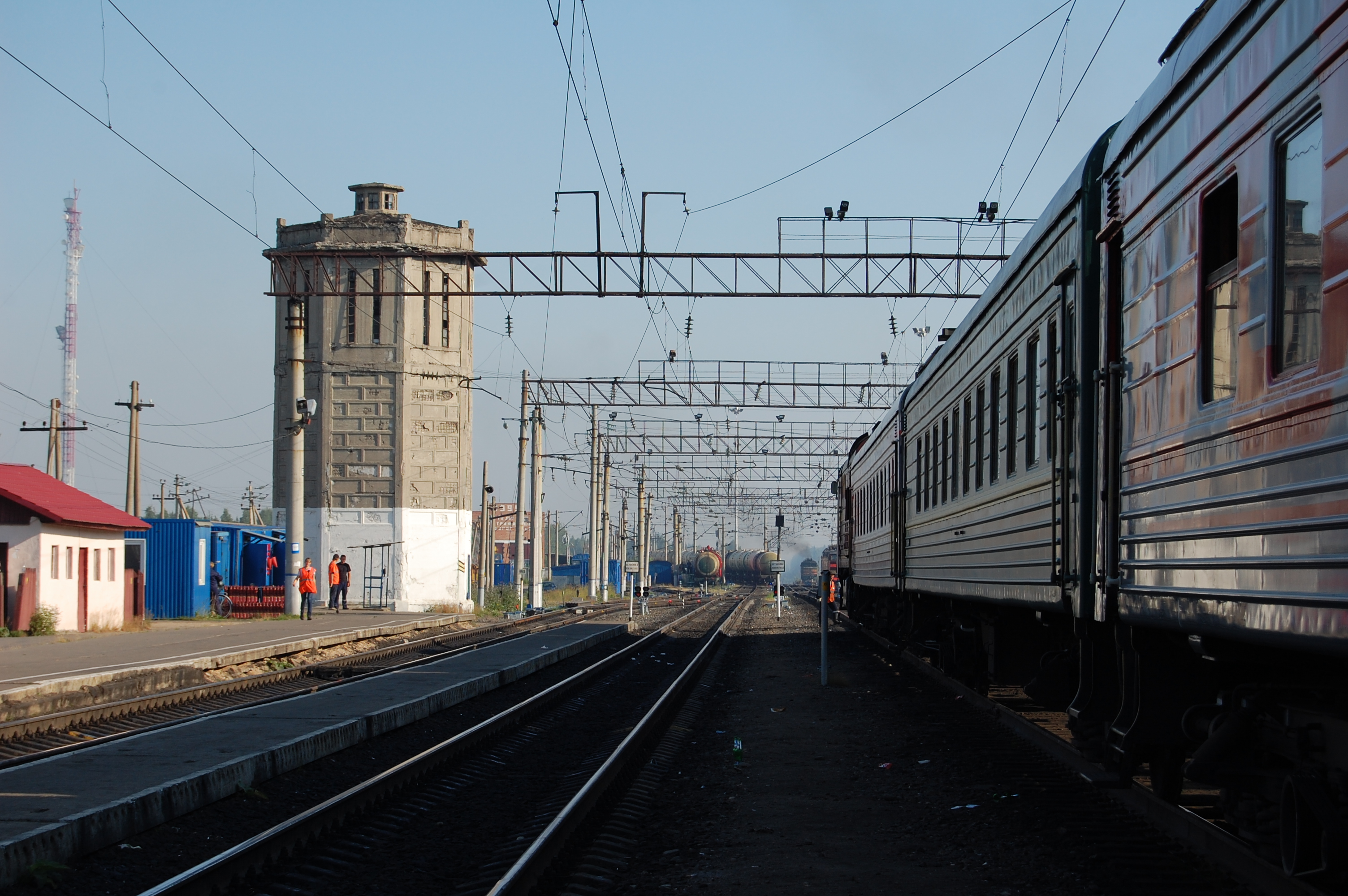
Станция Обозерская
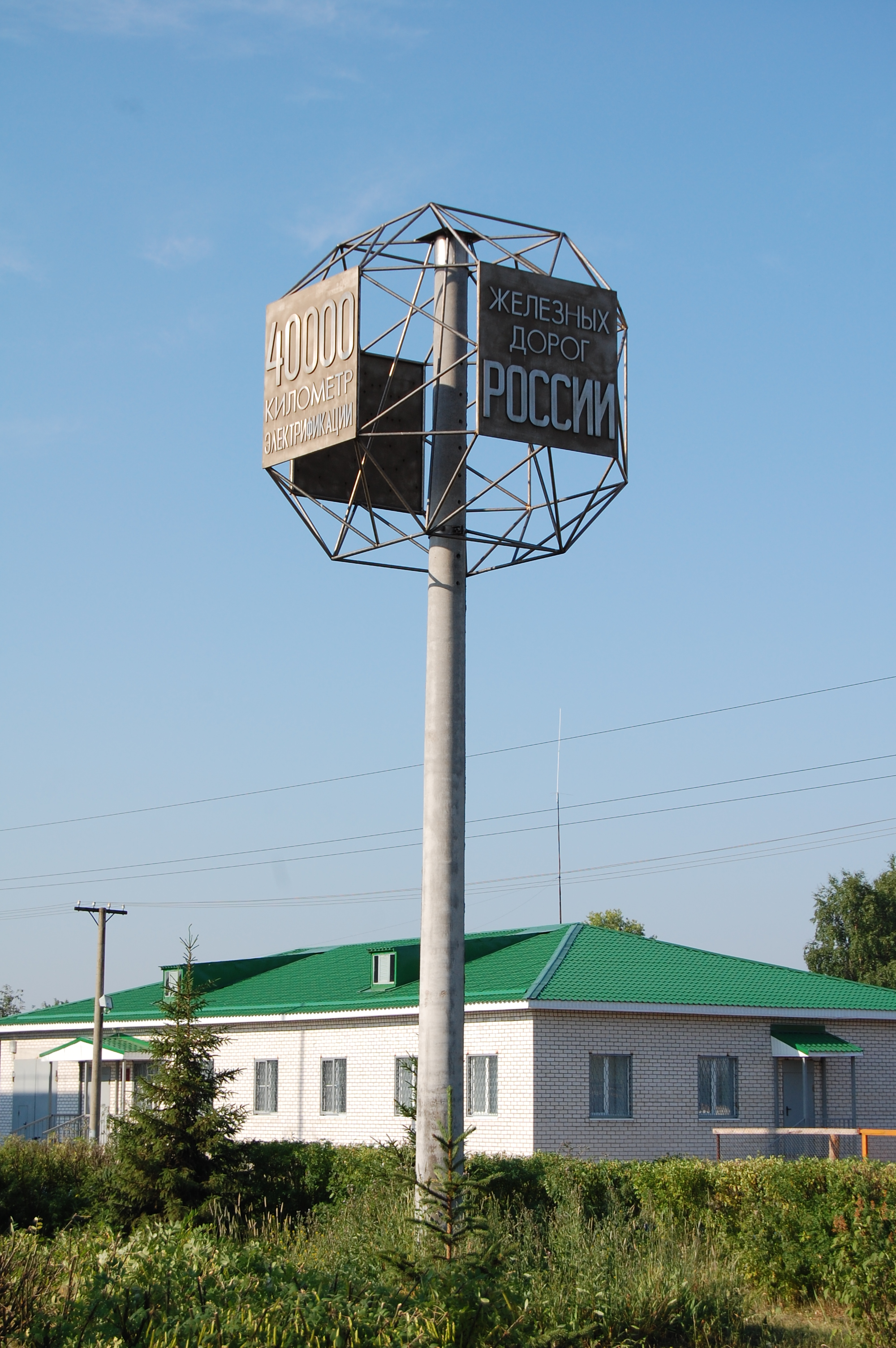
Памятник «40 000 километр…»
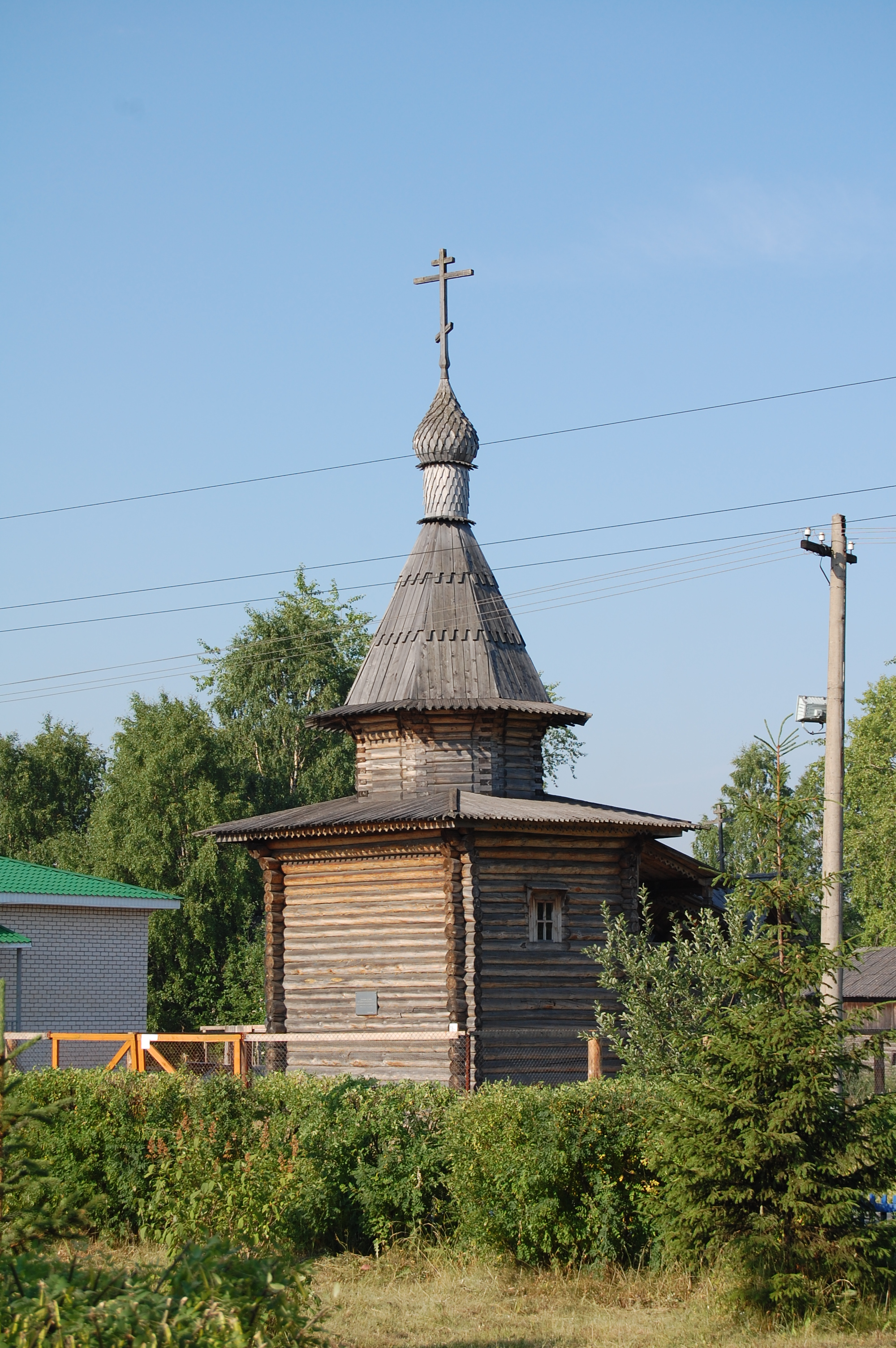
Часовня

## Топографические карты
- Лист карты P-37-V,VI Обозерский. Масштаб: 1 : 200 000. Указать дату выпуска/состояния местности.
- Обозерский на карте Wikimapia
- Обозерский. Публичная кадастровая карта. Архивировано из оригинала 5 марта 2016 года.